# グスタフ・ナハティガル

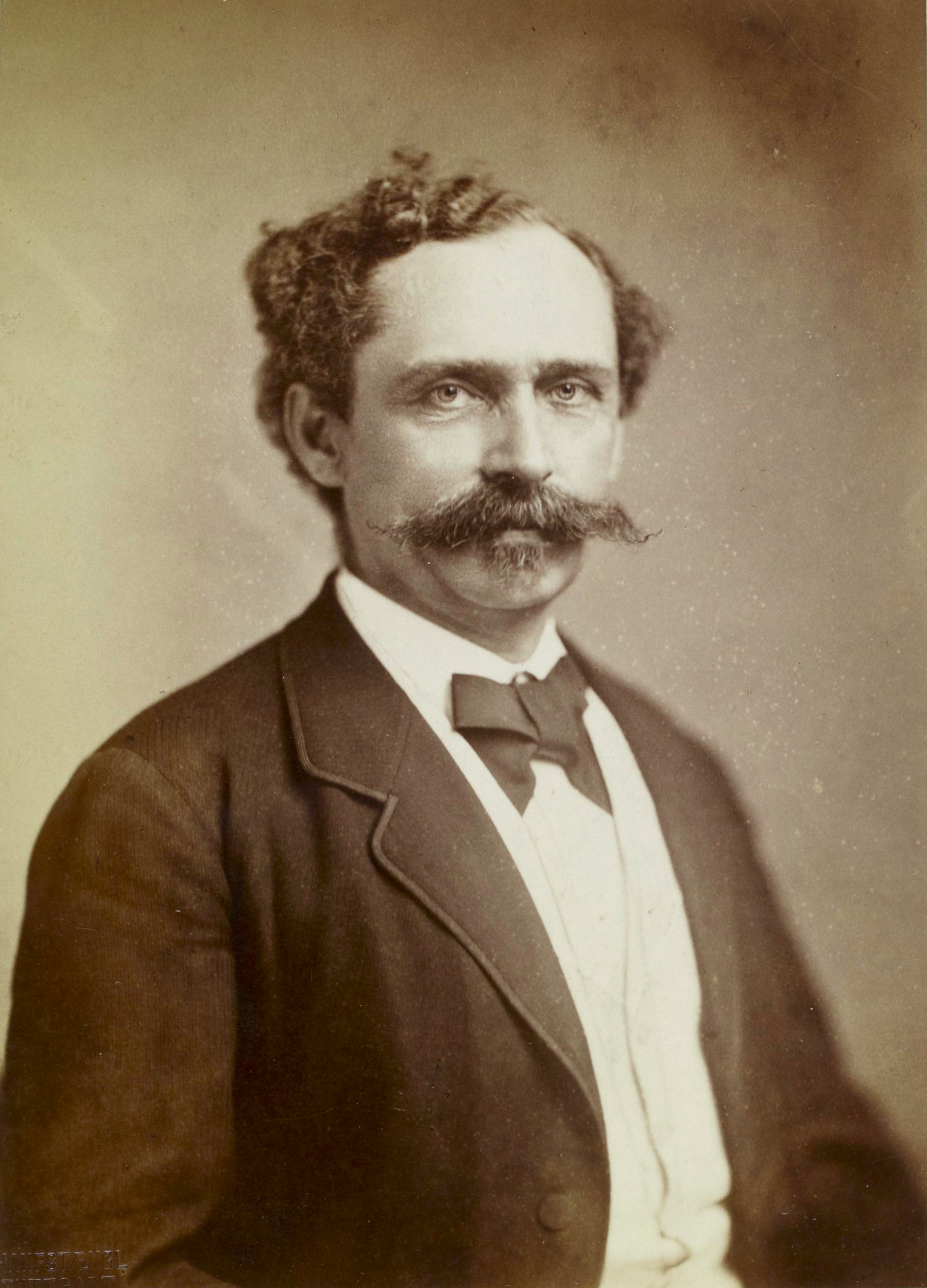
グスタフ・ナハティガル

グスタフ・ナハティガル（独: Gustav Nachtigal, 1834年2月23日 - 1885年4月20日）は、ドイツのアフリカ探検家。中央アフリカの探検を行った。

## 生涯
ナハティガルはブランデンブルク辺境伯領のアイヒシュテットに生まれた。父はルター派の牧師であった。ハレ大学、ヴュルツブルク大学、グライフスヴァルト大学で医学を修めた後、軍医として数年勤務した。母国の寒冷な気候が健康に害となったため、北アフリカのアルジェとチュニスに移住した。そこで医師としていくつかの探検隊に参加した。
1868年、プロイセン王ヴィルヘルム1世の命令を受けた探険家ゲルハルト・ロルフスと出会い、2年に及ぶ探検行に同行した。ナハティガルはのちにこの経験を『サハラとスーダン』と題する本に書き、名声を得た。1882年には、東サハラ探険の功績に対し、イギリスの王立地理学会から金メダルを授与された。
フランスがチュニジアに保護領を建てたのを受け、ナハティガルはドイツ帝国の領事として1884年までチュニスにとどまった。その後1884年初頭、オットー・フォン・ビスマルクによって特別顧問として西アフリカ探検に派遣された。これは表向きはドイツが商業活動を行う条件を調査するためのものだったが、実際には西アフリカをドイツ領に組み込むことを目的としていた。ナハティガルはメーヴェ号（ドイツ語でかもめの意）で出発し、ギニア湾沿岸を探検した。1884年7月5日にはトーゴにドイツの旗を立て、7月14日にはカメルーンのドゥアラをドイツの保護領であると宣言した。これらは外国折衝の末、ドイツ帝国の版図に加えられた。
ナハティガルは8月8日、カメルーンを出帆した。アフリカからの帰途、パルマス岬沖で1885年4月20日に病気のためなくなり、グランド・バッサムに葬られた。

## 著書
- 『サハラとスーダン』Sahara und Sudan. Berlin 1879 bis 1881